# Nákrčník (oděv)
Nákrčník je oděv, který podobně jako šála chrání krk před chladem a větrem, někdy však kryje také ramena. Nákrčníky se většinou buď přetahují přes hlavu, nebo zapínají na suchý zip. Používají jej zejména děti.